# 링컨중고등학교
링컨중고등학교는 경상북도 김천시에 있는  중학교 및 고등학교 과정의 사립 각종학교이다.

## 연혁
- 2012년 3월 1일 : 링컨국제학교로 개교
- 2017년 4월 3일 : 각종학교로 인가 및 링컨학교로 교명 변경